# Луїс Верстрет
Луїс Верстрет (фр. Louis Verstraete, нар. 4 травня 1999) — бельгійський футболіст, півзахисник «Антверпена».
Виступав за юнацькі збірні Бельгії.

## Клубна кар'єра
Народився 4 травня 1999 року. Вихованець футбольної школи клубу «Гент». Дорослу футбольну кар'єру розпочав 2016 року в основній команді того ж клубу, в якій провів два сезони, взявши участь у 10 матчах чемпіонату. 
Протягом 2018—2019 років захищав кольори команди клубу «Васланд-Беверен».
До складу клубу «Гент» пвернувся 2019 року, утім вже за рік перейшов до «Антверпена». У новій команді також не став гравцем основного складу і віддавався в оренду спочатку до «Остенде», а згодом до «Васланд-Беверена».

## Виступи за збірні
У 2016 році дебютував у складі юнацької збірної Бельгії (U-17), загалом на юнацькому рівні взяв участь у 13 іграх, відзначившись одним забитим голом.

## Статистика виступів

### Статистика клубних виступів
Станом на 30 січня 2017
| Сезон             | Команда           | Чемпіонат         | Чемпіонат | Чемпіонат | Національний кубок | Національний кубок | Національний кубок | Континентальні кубки | Континентальні кубки | Континентальні кубки | Інші змагання | Інші змагання | Інші змагання | Усього | Усього | Усього |
| Сезон             | Команда           | Ліга              | Ігор      | Голів     | Ліга               | Ігор               | Голів              | Ліга                 | Ігор                 | Голів                | Ліга          | Ігор          | Голів         | Ігор   | Голів  |        |
| ----------------- | ----------------- | ----------------- | --------- | --------- | ------------------ | ------------------ | ------------------ | -------------------- | -------------------- | -------------------- | ------------- | ------------- | ------------- | ------ | ------ | ------ |
| 2016–17           | «Гент»            | Л1                | 7         | 0         | КБ                 | 0                  | 0                  | ЛЄ                   | 3                    | 1                    |               | -             | -             | 10     | 1      |        |
| 2017–18           | «Гент»            | Л1                | 3         | 1         | КБ                 | 0                  | 0                  | ЛЄ                   | 0                    | 0                    |               | -             | -             | 3      | 1      |        |
| Усього за «Гент»  | Усього за «Гент»  | Усього за «Гент»  | 10        | 1         |                    | 0                  | 0                  |                      | 3                    | 1                    |               | -             | -             | 13     | 2      |        |
| 2017–18           | «Васланд-Беверен» | Л1                | 1         | 0         | КБ                 | 0                  | 0                  |                      | -                    | -                    |               | -             | -             | 1      | 0      |        |
| Усього за кар'єру | Усього за кар'єру | Усього за кар'єру | 11        | 1         |                    | 0                  | 0                  |                      | 3                    | 1                    |               | -             | -             | 14     | 2      |        |

## Титули і досягнення
- Володар Кубка Бельгії (1):

«Антверпен»: 2019-20